# Ängel (musikalbum)
Ängel är ett svenskt album från 1982 av den svenska sångerskan Monica Törnell.

Inspelningen skedde i Decibel, Metronome, Europa Film, SoundTrade och Polar Studios, juli-december 1981. Inspelningstekniker var Anders Oredson och producent Ulf Wahlberg. Skivnumret är Mercury 6362 088.
År 1981 utgavs singeln En liten aning om helvetet/Ängel (Mercury 6016 053) från det kommande albumet.

## Låtlista

### Sida 1
1. Efter så många år... (Monica Törnell)
2. En liten aning om helvetet (musik: Barry Flast, text: Monica Törnell)
3. Sommarbris (musik: Jimmy Seals, text: Anders Falk - Monica Törnell)
4. Jag kommer hem (Bo Dahlman)
5. Fåglar (Musik: Björn J:son Lindh, text: Cornelis Vreeswijk)

### Sida 2
1. Varje gång... (musik: Monica Törnell, text: Monica Törnell - Ulf Wahlberg)
2. Ängel (Monica Törnell)
3. Salig röra (musik: Bror Törnell - Kenth Burvall, text: Kenth Burvall)
4. Lolah (musik: Thomas Jutterström, text: Anders Falk)
5. Gamla Bagdad (Gamla Bagdad)

## Medverkande musiker
- Bror "Bobo" Törnell, gitarr
- Örjan Byström, bas
- Gunnar Löfgren, trummor
- Thomas Jutterström, flygel, orgel, prophet, minimoog
- Ulf Wahlberg, prophet, kör
- Team "Gamla Bagdad"